# Pentaschistis barbata
Pentaschistis barbata là một loài thực vật có hoa trong họ Hòa thảo. Loài này được (Nees) H.P.Linder mô tả khoa học đầu tiên năm 1990.